# قوزلوجة (كوهستان)
قوزلوجة (بالفارسية: قوزلوجه) هي قرية تقع في إيران في أذربيجان الشرقية. يقدر عدد سكانها بـ 1,320 نسمة .